# Apocalipse do Lorvão

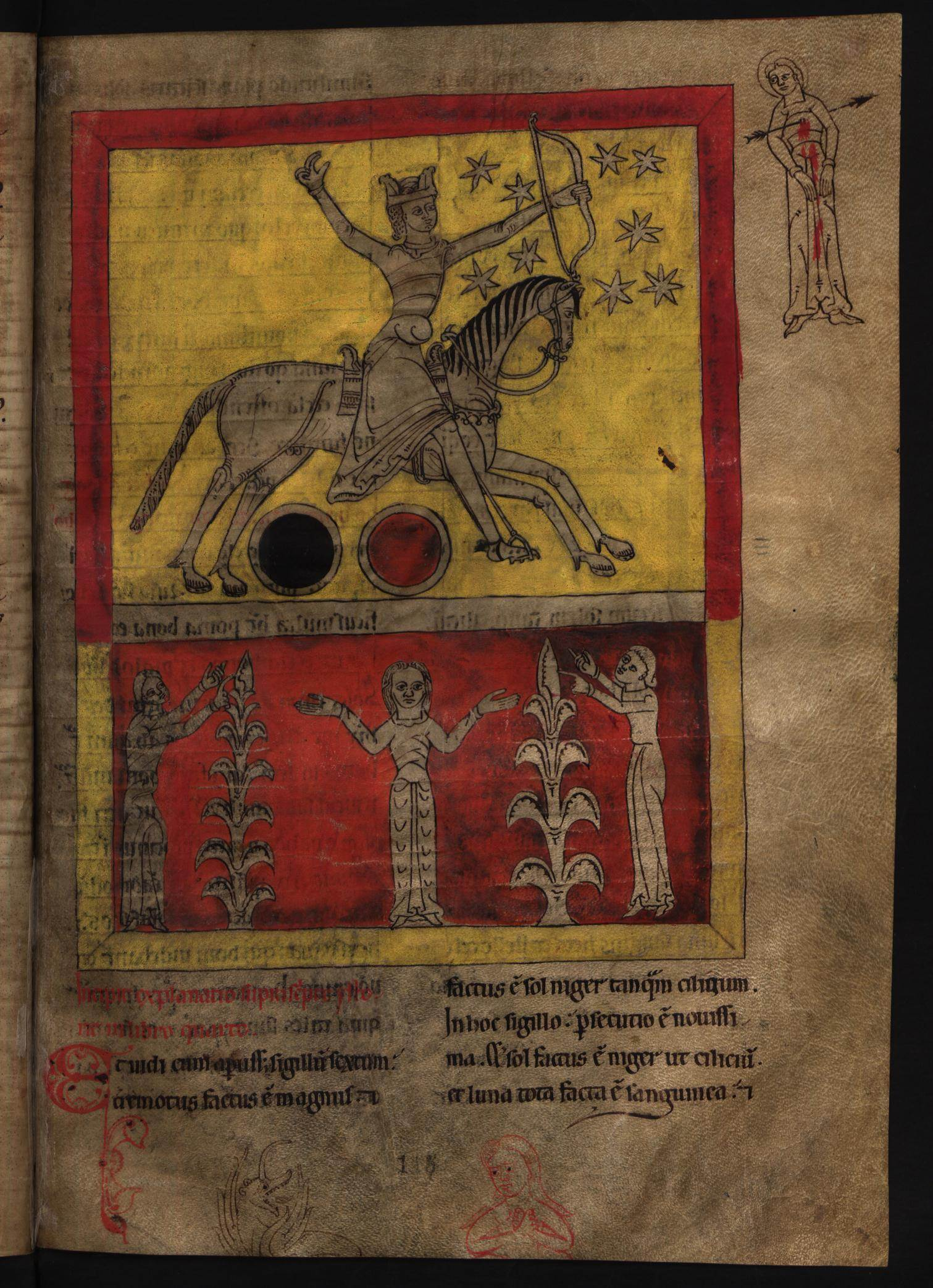
Apocalipse do Lorvão: a abertura do sexto selo: "E vi quando abriu o sexto selo, e houve um grande terramoto; e o Sol tornou-se negro como saco de cilício, e a Lua toda tornou-se como sangue". O elemento iconográfico do cavaleiro não tem qualquer paralelo nesta representação temática no universo dos Beatos. (fl 115^{r})

O Apocalipse do Lorvão é um manuscrito iluminado datado de 1189, no início do reinado de D. Sancho I, segundo rei de Portugal. Possivelmente uma obra do scriptorium do Mosteiro do Lorvão, próximo de Coimbra, mosteiro a que o manuscrito pertenceu durante a Idade Média, é uma das raras obras do género sobreviventes da Idade Média portuguesa. É considerado um dos primeiros e mais sumptuosos manuscritos iluminados do jovem reino de Portugal.
O Apocalipse do Lorvão é um comentário ao Livro do Apocalipse, o último livro do Novo Testamento, que contém as revelações recebidas pelo Apóstolo S. João, o Evangelista quando este se encontrava na ilha de Patmos. A obra é uma cópia de um dos vários códices então existentes do Commentarium in Apocalypsin do chamado Beato de Liébana, do século VIII, e insere-se assim no universo dos chamados Beatos. O escriba do Apocalipse do Lorvão, identificado como Egeas, foi possivelmente também o iluminador da obra.
O Apocalipse do Lorvão encontra-se hoje em Lisboa, no arquivo nacional da Torre do Tombo (Ordem de Cister, Mosteiro de Lorvão, Códice 44). O Mosteiro do Lorvão passara a ser um convento feminino ainda no século XIII. A extinção das Ordens Religiosas em Portugal, em 1834, depois das guerras liberais, extinguiu inicialmente apenas os conventos masculinos. No entanto, com autorização das religiosas, o Apocalipse foi retirado do Mosteiro do Lorvão em 1853 e depositado na Torre do Tombo por Alexandre Herculano.

## Os Beatos: os códices mais antigos

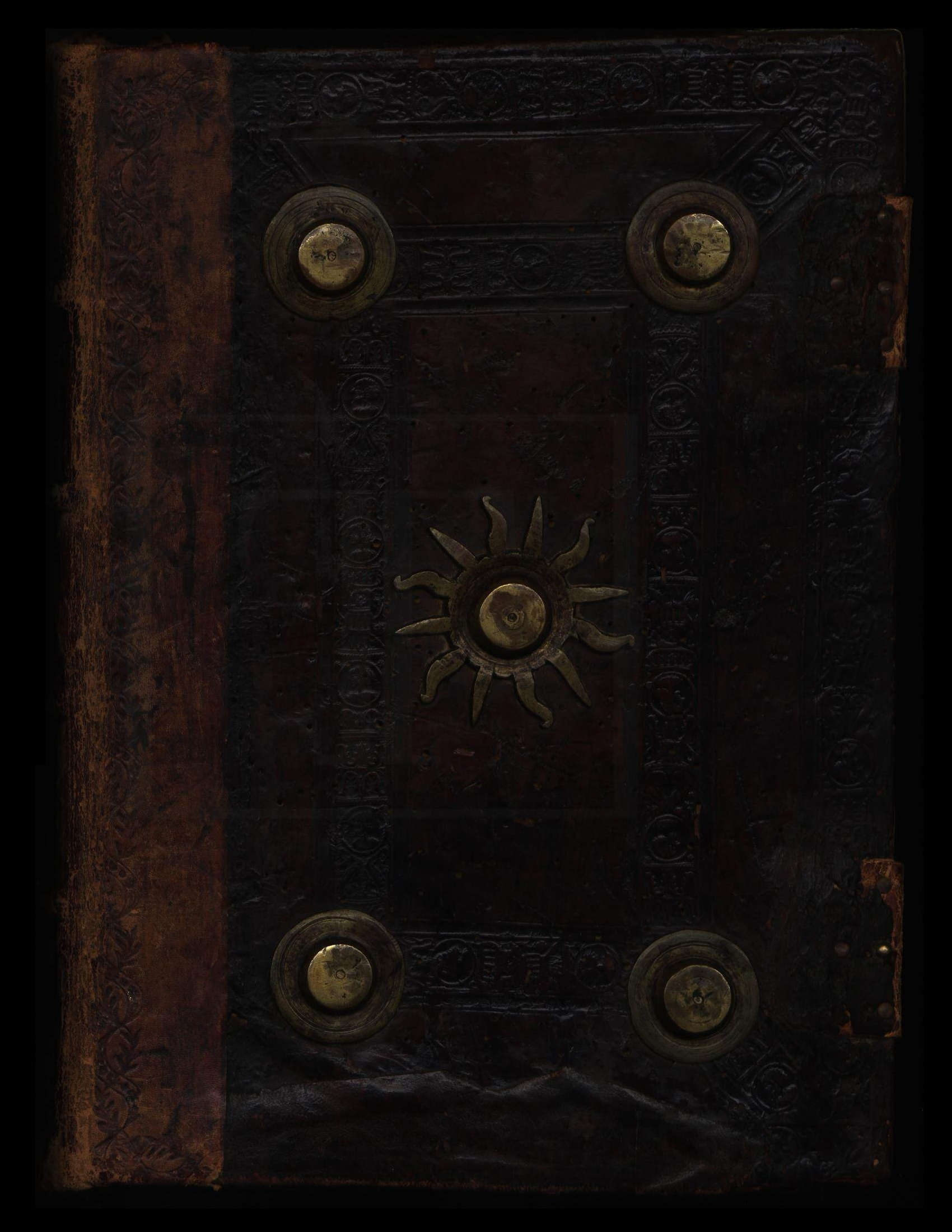
O códice do Apocalipse do Lorvão

O Commentarium in Apocalypsin original fora escrito cerca de 776-786 pelo Beato de Liébana, um monje na comarca de Liébana, na Cantábria (Espanha), numa era em que as profecias Bíblicas sobre o fim do Mundo e o Livro do Apocalipse eram alvo de crescente interesse devido à recente invasão muçulmana da Península Ibérica e subsequente conquista de grande parte do território pelos mouros. O Apocalipse de Lorvão (em espanhol Beato de Lorvao) pertence assim a uma família de códices, ditos Beatos, cujos exemplares mais antigos, todos eles com diferenças entre si, são vários séculos anteriores ao de Lorvão. O Beato original entretanto perdeu-se, não se sabendo ao certo qual teria sido o exemplar copiado por Egeas.
Dos 31 códices ou fragmentos hoje conhecidos do Commentarium in Apocalypsin, ou Beatos, existem, para além de um fragmento dito de Nájera do século IX no tesouro da abadia de Santo Domingo de Silos, oito códices ainda do século X:
- Beato de Tábara. Catedral de Girona
- Beato de La Rioja. Catedral de La Seu d'Urgell.
- Beato de Valcavado. Biblioteca da Universidade de Valladolid, Ms 433 (ex-Ms. 390)
- Beato de San Millán. Real Biblioteca de San Lorenzo, El Escorial, Ms. y II. 5.
- Beato de San Millán de Cogolla. Madrid, Biblioteca da Real Academia de la Historia, Ms. 33
- Beato de San Salvador de Tábara. Madrid, Archivo Histórico Nacional, Ms. 1097B
- Outro Beato dito de San Millán. Madrid, Biblioteca Nacional, Ms. Vit. 14.1.
- Beato de San Miguel de Escalada. Nova Iorque, J. Pierpoint Morgan Library, Ms. 644

## Outros códices e comparações

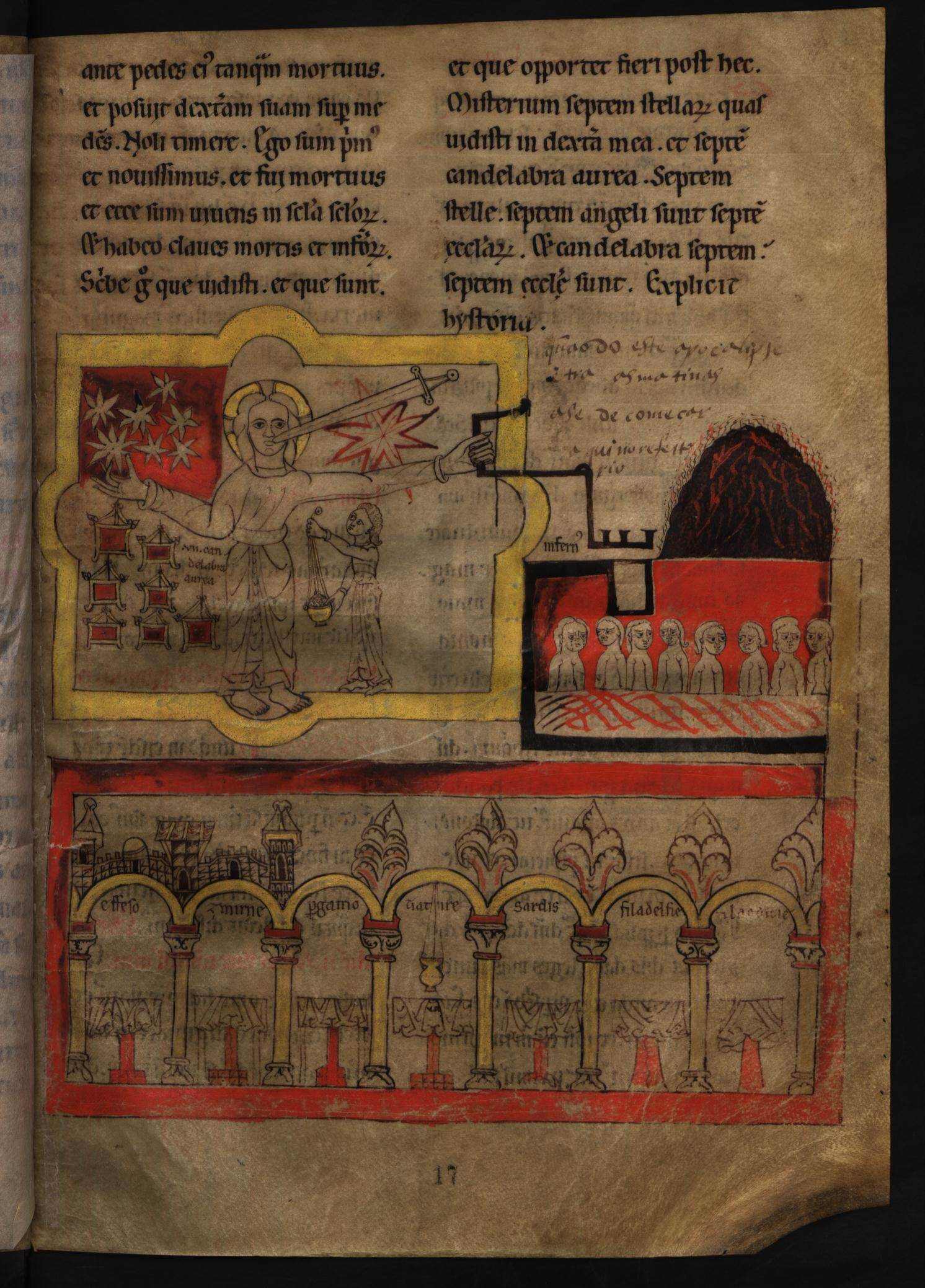
O Mistério das Sete Estrelas (fl. 17^{r})

Para além dos supra mencionados, existem, entre outros, os seguintes códices do século XI:
- Beato de Fernando I y doña Sancha. Madrid, Biblioteca Nacional, Ms. Vit. 14.2.
- Beato de Saint-Sever. Paris, Bibliothèque Nationale de France, Ms. Lat. 8878
- Beato de Santo Domingo de Silos. Londres, British Library, Ms. Add. 11695

Os nomes aqui referidos são, na sua maioria, os que denotam o lugar onde os códices foram feitos. Por vezes os mesmos códices são chamados pelo lugar onde hoje se encontram, pelo nome do iluminador, ou o nome de quem o encomendou.
Todos estes diversos Beatos existentes exibem diferenças entre si, e encontram-se divididos em dois ramos, ou famílias, denominados I e II, sendo o primeiro considerado mais próximo do original entretanto perdido. O Apocalipse do Lorvão, não obstante ser do final do século XII, pertence a esse primeiro ramo, e tem sido comparado, do ponto de vista iconográfico, ao Beato del Burgo de Osma (Ramo I) e ao Beato de La Rioja (Ramo II).
Comparações entre o Apocalipse do Lorvão e outros códices portugueses do século XII parecem reforçar a tese de que o Beato português teria sido executado no Mosteiro do Lorvão. Durante o governo do abade João (1162-1192), o scriptorium do mosteiro produziu várias outras obras que sobreviveram até hoje, entre elas o Livro das Aves, de 1184. Semelhanças entre o Livro das Aves - também ele uma cópia de um manuscrito estrangeiro, mas comprovadamente executado no mosteiro do Lorvão - e o Apocalipse do Lorvão de 1189 parecem indicar que ambos são originários do mesmo scriptorium.
Em geral, as cores nas iluminuras limitam-se a preencher os fundos da composição, onde é dada primazia ao desenho. O fenómeno é também nítido no Livro das Aves e, segundo Peter K. Klein, seria uma "tendencia específica del scriptorium de Lorvão."

## Características
Todos os vários exemplares do Commentarium in Apocalypsin têm dimensões diferentes, assim como o número de páginas e de ilustrações nunca é igual. O Beato existente em Nova Iorque, por exemplo, mede aproximadamente 360 x 280 mm e contém 89 ilustrações, da autoria do pintor Magius; o da catedral de Girona, escrito cerca de uma dúzia de anos mais tarde, mede cerca de 400 x 260 mm e contém 160 ilustrações, da autoria de Emeritus, aluno de Magius, e da pintora Ende. Do mesmo modo diferem as características estilísticas.
O Apocalipse de Lorvão possui 221 fólios em pergaminho, com as dimensões 345 x 245 mm. O texto apresenta-se regrado, com 29 linhas a duas colunas. A obra distingue-se pelo uso de uma paleta de cores limitada, para além do negro, ao amarelo, laranja e vermelho, e ilustrações românicas com influências bizantinas. O texto é em latim, e emprega a escrita gótica da era.
As iluminuras foram pintadas com tintas obtidas misturando uma cola proteica (cola de pergaminho) com vários pigmentos, previamente moídos e logo misturados com a cola de pergaminho, obtendo-se assim uma tinta aplicável a pincel. Devido à escolha de cores na obra, apenas quatro pigmentos foram utilizados: o mineral auripigmento (amarelo), e os pigmentos sintéticos vermelho de
chumbo (laranja), vermelhão (vermelho), e negro de carvão. Os contornos foram feitos a tinta ferrogálica. Os pigmentos históricos utilizados na elaboração no Apocalipse do Lorvão são altamente tóxicos.

### Lista de ilustrações

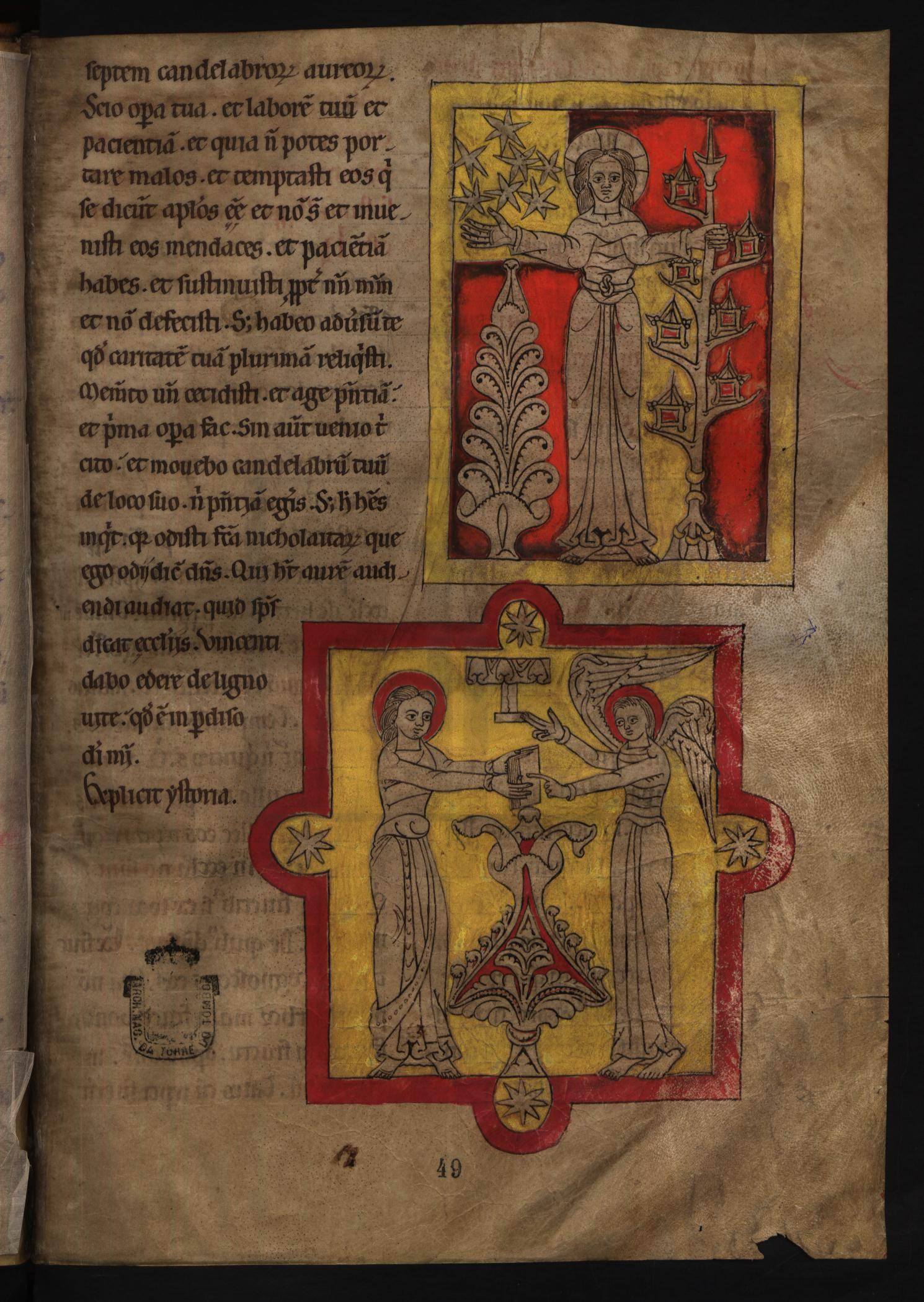
Mensagem a Éfeso (fl 49^{r})

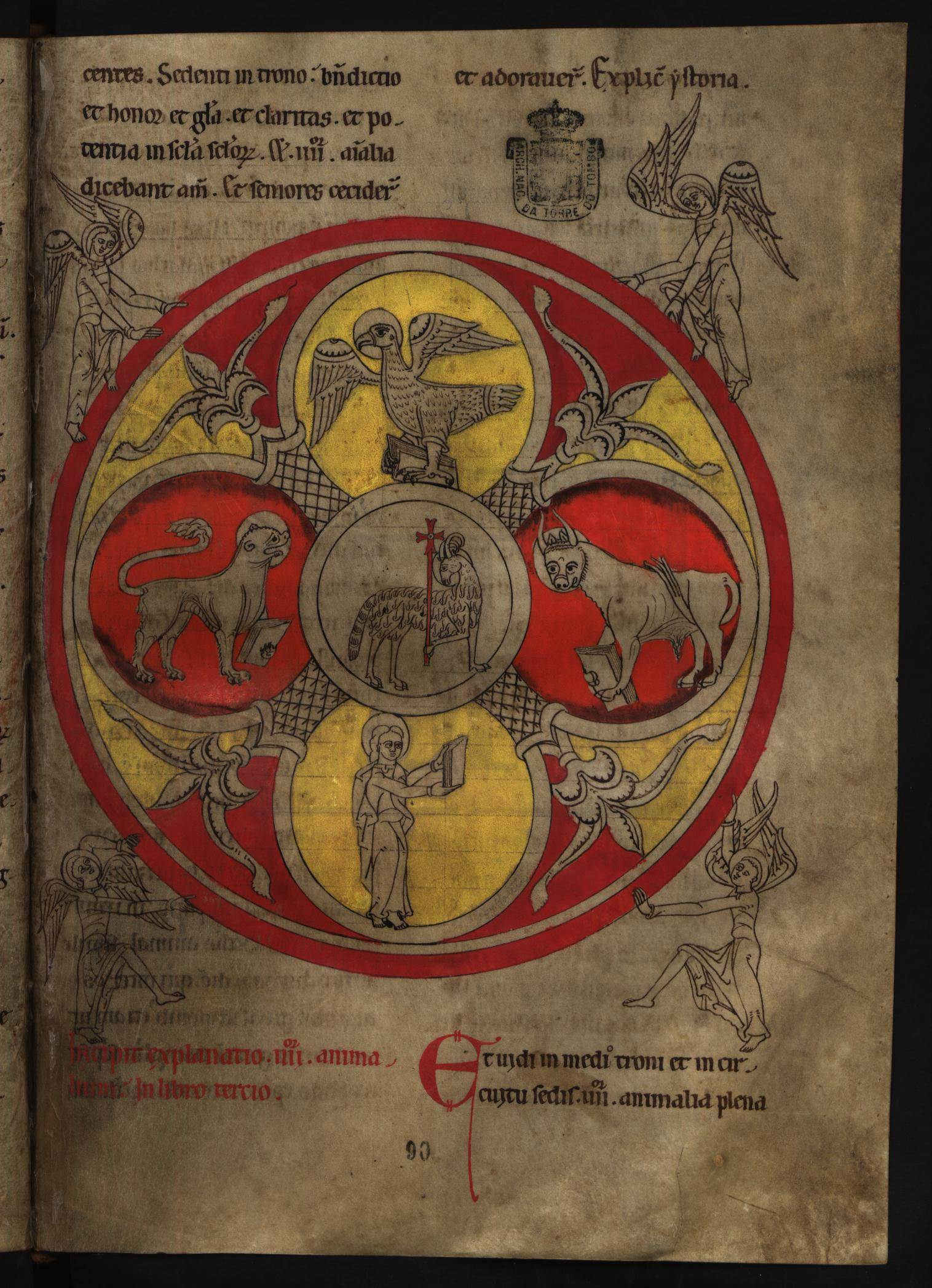
Visão do Cordeiro e dos Quatro Seres (fl 90^{r})

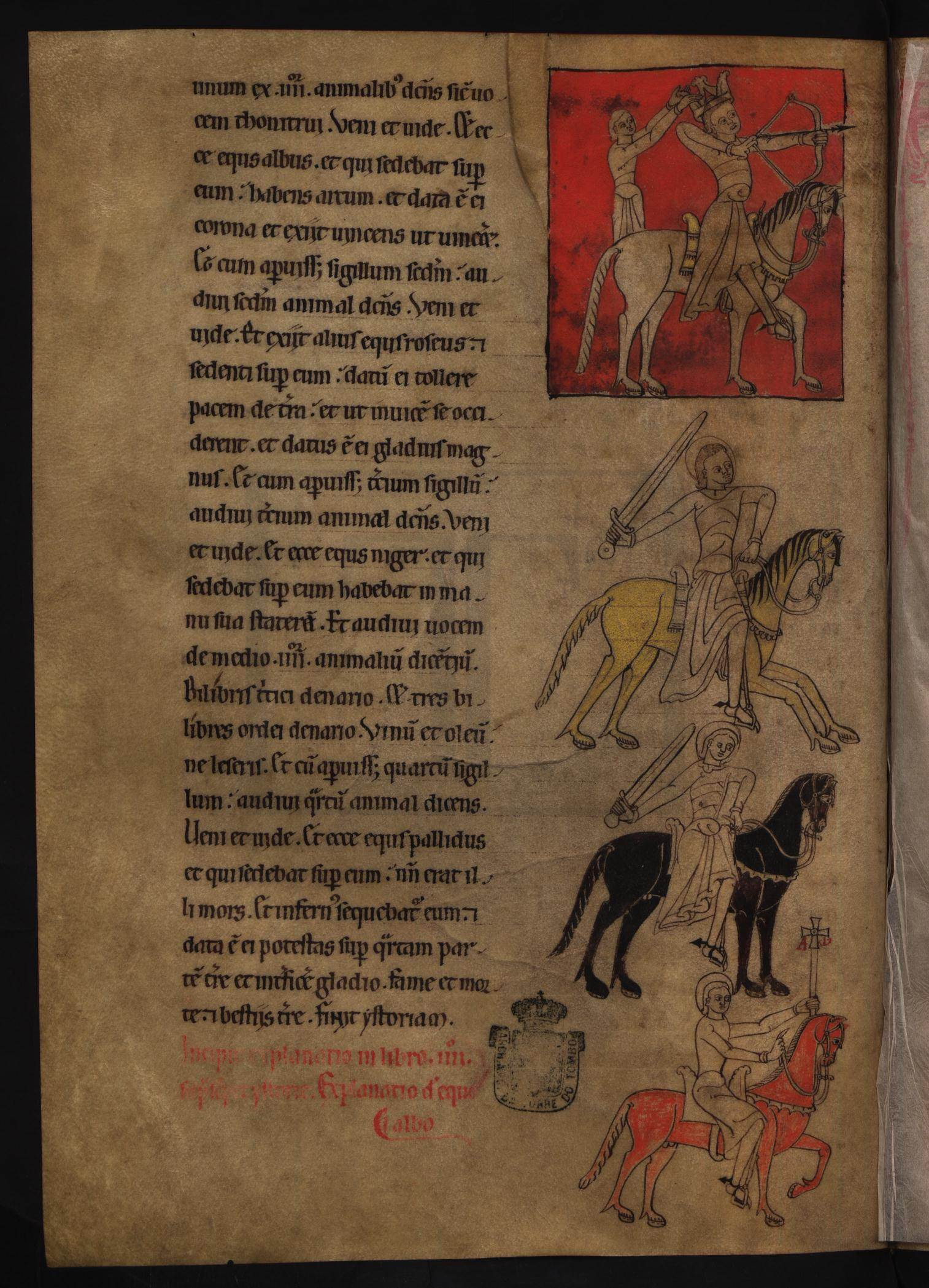
Os Quatro Cavaleiros (fl 108^{v})

- Revelação de Jesus Cristo (fl 12v)
- A Segunda Vinda de Jesus Cristo (fl 14v)
- O Mistério das Sete Estrelas (fl 17r)
- Mapa-Mundi (fl 33a)
- A Mulher sobre a Besta (fl 43r)
- Mensagem a Éfeso (fl 49r)
- Mensagem a Esmirna (fl 54r)
- Mensagem a Pérgamo (fl 59r)
- Mensagem a Tiatira (fl 64r)
- Mensagem a Sardes (fl 68v)
- Mensagem a Filadélfia (fl 73r)
- Mensagem a Laodiceia (fl 80r)
- Visão do Trono de Deus (fl 86r)
- Visão do Cordeiro e dos Quatro Seres (fl 90r)
- Os Quatro Cavaleiros (fl. 108v)
- As Almas debaixo do Altar (fl 112r)
- Abertura do Sexto Selo (fl 115r)
- Quatro Anjos seguram os Ventos (fl 118r)
- Os Eleitos do Senhor (fl 119v)
- Adoração do Cordeiro de Cristo (fl 120r)
- O Silêncio no Céu (fl 134r)
- Os Sete Anjos Tocam as Trombetas (fl 135r)
- Os Quatro Primeiros Anjos Tocam as Trombetas (fl 136r-139r)
- A Quinta Trombeta (fl 140v)
- A História dos Gafanhotos (fl 142r)
- A Sexta Trombeta (fl 143r)
- Os Cavalos com Cabeças de Leões (fl 144r)
- A Medição do Novo Templo (fl 146r)
- As Duas Testemunhas (fl 148v, fl 149v & fl 150v)
- A Sétima Trombeta (fl 152r)
- A Mulher no Sol e o Dragão (fl 153v)
- A Besta do Mar e a Besta da Terra (fl 158r & fl 161r)
- A Sabedoria (fl 167r & fl 167v)
- O Cordeiro no Monte Sinai (fl 169r)
- Os Três Anjos (fl 171r)
- Ceifa e Vindima (fl 172v)
- Sete Anjos com as Sete Últimas Pragas (fl 175r & fl 176r)
- Seis Anjos Derramam as suas Taças (fl 177r & fl 181v)
- Os Espíritos Imundos (fl 182r)
- O Sétimo Anjo Derramou a sua Taça pelo Ar (fl 182v)
- O Julgamento da Grande Meretriz (fl 185v & fl 186v)
- A Vitória do Cordeiro (fl 191r)
- A Queda de Babilónia (fl 193r)
- Um Anjo Forte (fl 195r)
- Glorificação de Deus (fl 196v)
- O Exército do Céu (fl 198r)
- O Anjo sobre o Sol (fl 199r)
- Da Besta e dos Reis (fl 200r)
- Satanás Amarrado por Mil Anos (fl 201r)
- As Almas dos Mártires (fl 202v)
- Satanás Solto da Prisão (fl 203v)
- O Diabo e o Falso Profeta no Fogo (fl. 206r)
- O Juízo Final (fl 207r)
- A Nova Jerusalém (Jerusalém Celeste) (fl 209v)
- A Água e a Árvore da Vida (fl 210r)
- A Despedida de João (fl 217r)
- João Regressa a Éfeso (fl 217v)

## Edição fac-simile e estudos

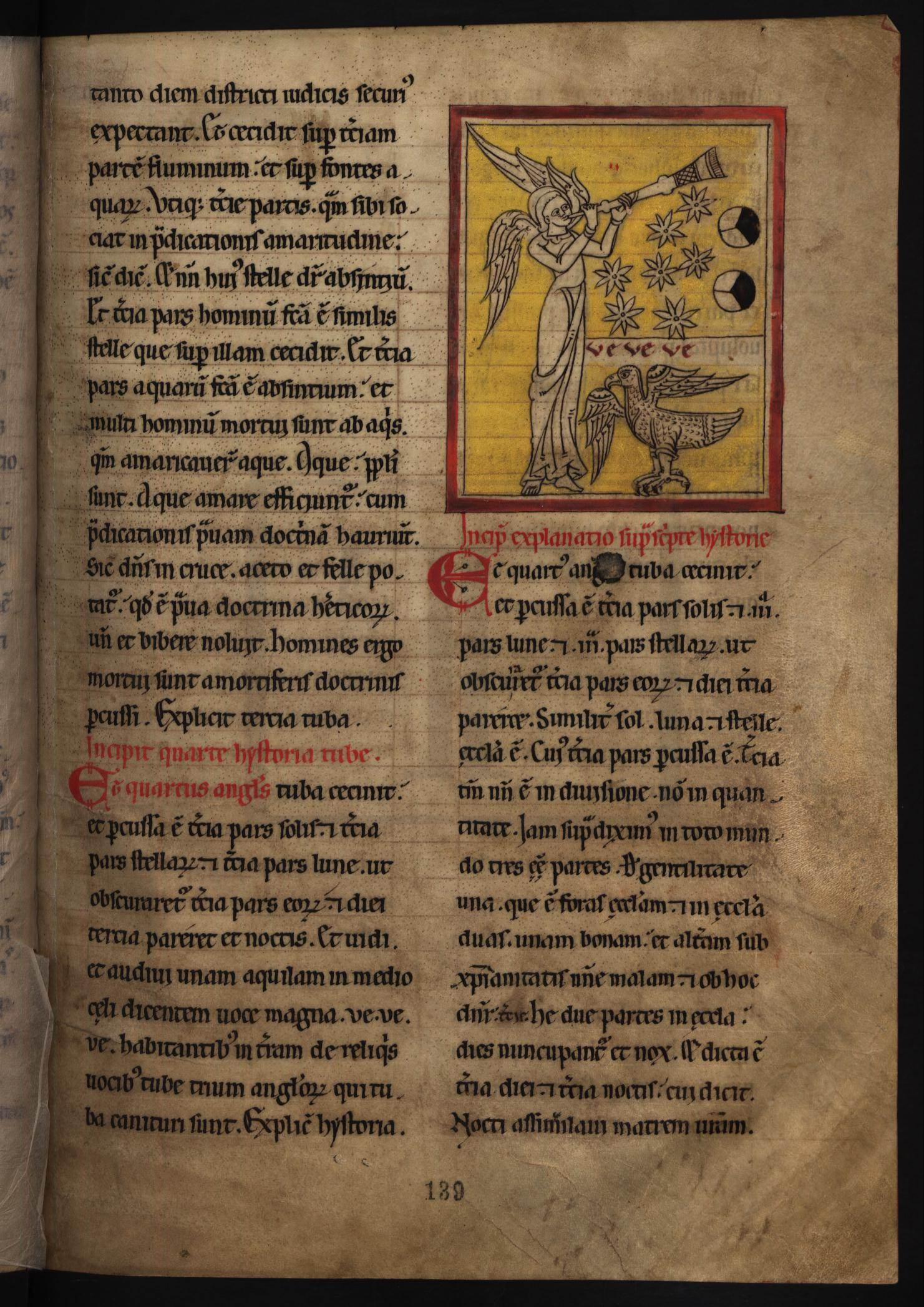
O Quarto Anjo Tocou a sua Trombeta (fl 139^{r} do códice original)

O Apocalipse do Lorvão foi publicado em 2003 como fac-simile, com encadernação a imitar a original e tiragem limitada a 999 exemplares numerados, pela editora espanhola Patrimonio, de Valencia, especializada em edições fac-simile de luxo. Juntamente com a edição fac-simile foi publicado um estudo sobre a obra da autoria de Peter K. Klein, da universidade de Tübingen, que tem dedicado grande parte da sua investigação ao estudo dos Beatos (ver bibliografia). A editora, para além do Apocalipse do Lorvão, já publicou dois outros Beatos existentes: o já mencionado Beato de Saint-Sever, em Paris, e um Beato na John Rylands Library em Manchester (Ms. Lat. 8).
Enquanto a editora Patrimonio considera o códice de Manchester o mais sumptuoso de todos os existentes no que diz respeito à riqueza das ilustrações, opina que o Apocalipse do Lorvão é

El códice más completo de los manuscritos que pertenecen a la más antigua tradición pictórica de los Beatos (Familia 1). Muchas de sus ilustraciones constituyen el único testimonio que ha sobrevivido de esta original tradición. Utiliza un estilo lineal y una gran abstracción, exhibiendo una iconografía que se basa en modelos muy próximos al manuscrito original del Beato.

A mesma editora considera ainda a encadernação do códice de Lorvão "la mas hermosa" de todos os códices do Beato.
Para além destes, também a editora M. Moleiro, de Barcelona, publicou até hoje cinco Beatos como fac-similes, entre eles o já mencionado Beato de Fernando I y doña Sancha. Fotografias de fólios de todos estes Beatos podem ser vistas nos sites na internet das respectivas editoras (ver ligações externas).

## Versão digitalizada
O Arquivo Nacional da Torre do Tombo, no seu site na internet, disponibiliza gratuitamente fotografias digitalizadas de todos os fólios do Apocalipse do Lorvão, em formato JPEG ou TIFF. Existe ainda uma cópia microfilmada (mf. 230).

### A Ceifa e Vindima

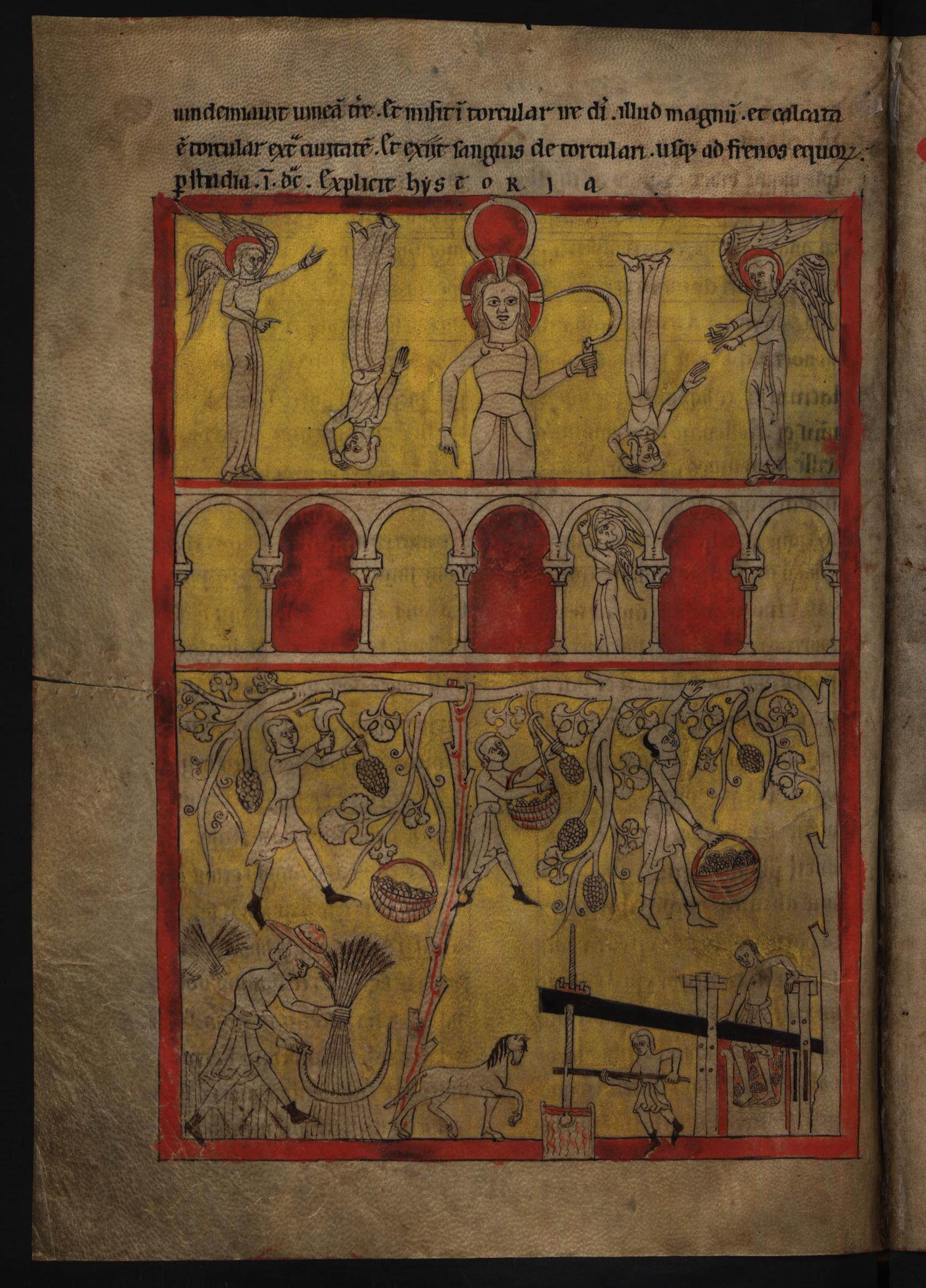
Ceifa e Vindima (fl 172^{v}). Note-se o duplo disco na figura de Cristo.

Segundo consta no site do arquivo nacional de Portugal na internet, a talvez melhor ilustração do Apocalipse do Lorvão é a que ilustra a Ceifa e Vindima (Livro do Apocalipse 14:14-20). Sobre esta ilustração do códice, a Torre do Tombo escreve no seu site que ela

representa Cristo, o juiz, com a coroa da vitória que, de foice em punho, se prepara para ceifar a seara seca, seca porque envenenada pelo pecado, árida e estéril, boa para alimentar o fogo. Nas Escrituras, o Juízo de Deus é comparado à ceifa e à vindima. A ceifa é o símbolo da destruição total da humanidade desobediente a Deus, cortada pela foice da sua justiça. Um anjo aparece com uma foice, ou podoa, na mão, e corta das latadas os cachos também eles envenenados pela rebeldia humana e lança-os no lagar da ira de Deus, onde são pisados e espremidos.

Esta ilustração retrata a vida da sua época (a de D. Afonso Henriques): as alfaias agrícolas (podoas, foices, cestos de vime); os trajos dos vindimadores e do ceifeiro, Cristo, de largo chapéu de palha; a disposição das videiras (em latada, escoradas de onde a onde; o processo de lagaragem). Igualmente tem interesse para o estudo da arquitectura (vejam-se as 7 arcadas românicas do 2º plano), e para o estudo das tintas e pigmentos utilizados.

Esta ilustração mostra ainda um elemento iconográfico apenas existente nos Beatos do Ramo II, o duplo disco na figura de Cristo. Elementos existentes no Apocalipse do Lorvão e apenas visíveis
em certos outros Beatos do Ramo II podem assim estabelecer uma ligação com esse ramo, pressupondo a existência de uma versão original comum aos dois ramos.

## Reconhecimento
O manuscrito Apocalipse de Lorvão, juntamente com o Apocalipse de Alcobaça, foi inscrito em outubro de 2015 como registo da Memória do Mundo pela Organização das Nações Unidas para a Educação, Ciência e Cultura (Unesco).